# الیاهو اشتور
الیاهو اشتور (متولد Eduard Strauss در بین سال‌های ۱۹۱۴–۱۹۸۴) یک مورخ اتریشی - اسرائیلی و از خانواده‌ای صهیونیستی بود. او ابتدا تحصیلاتش را در دانشگاه وین تمام کرد و دکترای علوم شرقی خود را در سال ۱۹۳۶ به پایان رساند. در سال ۱۹۳۸ به دلیل واقعه انشلوس که طی آن در ۱۲ مارس ۱۹۳۸ دولت فدرال اتریش به امپراتوری آلمان نازی پیوست، به فلسطین مهاجرت کرد و در کتابخانه ملی دانشگاه عبری اورشلیم مشغول به کار شد. در سال ۱۹۴۴ دکترای دیگری از دانشگاه اورشلیم دریافت کرد. تخصص او در ابتدا در زمینه تاریخ دوران طلایی فرهنگ یهود در اسپانیا بود اما خیلی زود به تاریخ قرون وسطای خاور نزدیک و مخصوصاً تاریخ اجتماعی و اقتصادی قرون وسطی مصر علاقه‌مند شد و به مطالعه نسخه‌های خطی قاهره جنیزه پرداخت. از سال ۱۹۶۹ هم در دانشگاه اورشلیم به مقام استادی رسید.

## آثار
- ۱۹۷۴، یهودیان در اسپانیای مسلمان، فیلادلفیا، انجمن انتشارات یهودیان آمریکا.
- ۱۹۷۶، تاریخ اجتماعی و اقتصادی خاور نزدیک در قرون وسطی، لندن، دبلیو. کالینز.
- ۱۹۷۸، مطالعاتی دربارهٔ تجارت شام در قرون وسطی
- ۱۹۸۳، یهودیان و اقتصاد مدیترانه، قرن‌های ۱۰ تا ۱۵
- ۱۹۹۲، ویرایست بی‌زد کدار، فناوری، صنعت و تجارت: شام در برابر اروپا، ۱۲۵۰–۱۵۰۰ (مجموعه مقالات)